# Kalendarium powstania warszawskiego – 29 sierpnia

## 29 sierpnia, wtorek

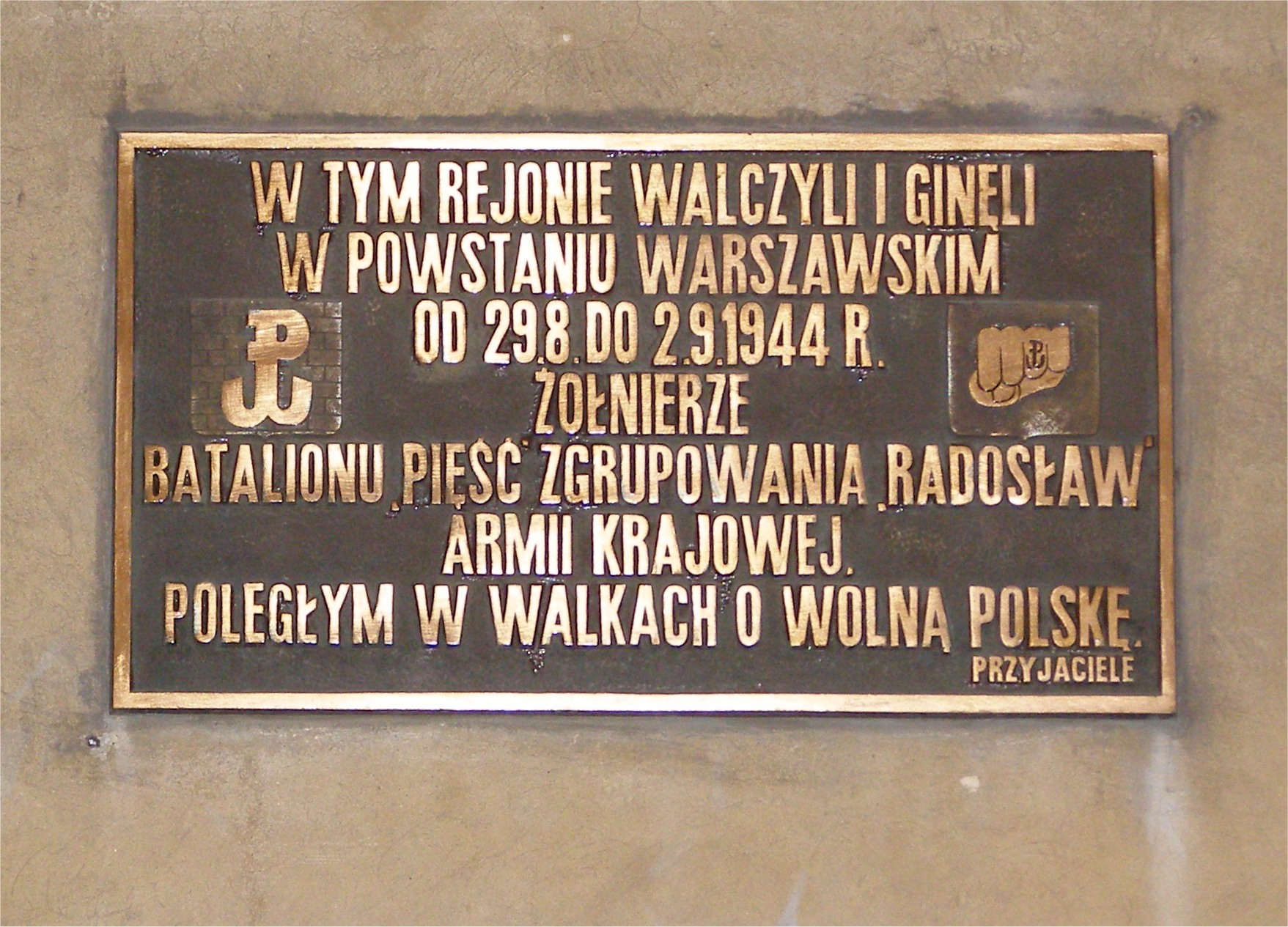
Przy ul. Długiej od strony pl. Krasińskich

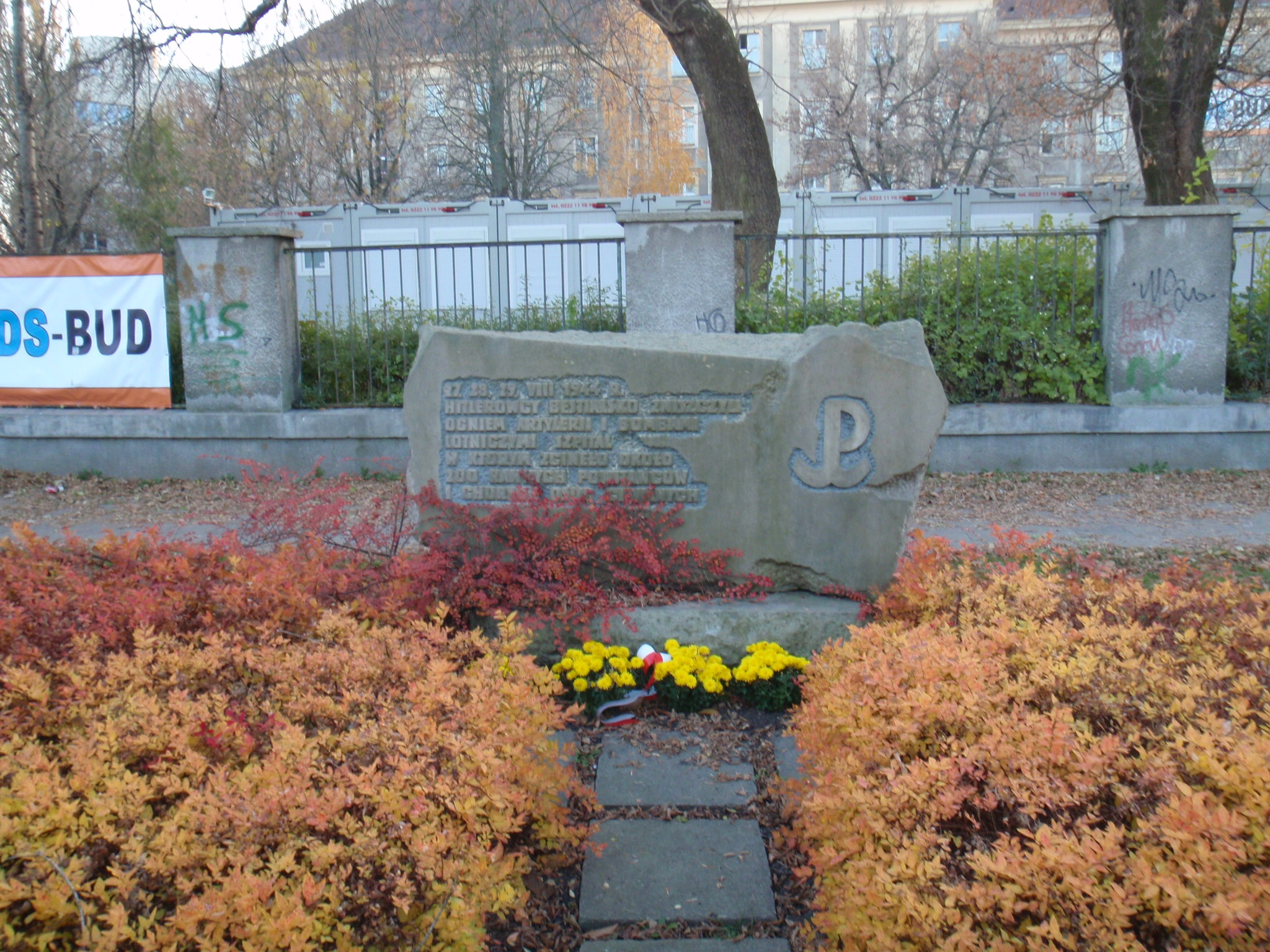
Pomnik upamiętniający ofiary niemieckiego nalotu na Szpital Elżbietanek na Mokotowie

Artyleria niemiecka zburzyła zakłady Fiata i kościół Najświętszej Marii Panny. Wymordowali także część ludzi kalekich i starszych z przytułku św. Stanisława (Przyrynek) oraz schroniska miejskiego; dostają się do Ratusza, Pałacu Blanka i klasztoru Kanoniczek (przy pl. Teatralnym).
Odparcie ataków na Bielańską, pasaż Simonsa (ul. Długa), Nalewki, Ogród Saski i Królewską.
Dotkliwe straty na Mokotowie; bombardowanie pociskami artyleryjskimi m.in. szpitala Elżbietanek (ul. Goszczyńskiego), wyraźnie oznaczonego Czerwonym Krzyżem, ul. Malczewskiego, Tynieckiej, Bałuckiego i Kazimierzowskiej.
Ciężkie walki o Katedrę św. Jana. Jak podaje jeden ze staromiejskich dzienników – „W walce”, nieprzyjaciel stracił 30 żołnierzy i tego dnia katedra pozostawała w jego rękach.
Tego dnia pod wpływem huku zbliżającego się frontu radzieckiego powstaje wiersz „Czerwona zaraza” autorstwa Józefa Szczepańskiego (ps. „Ziutek”). W okresie stalinowskim w Polsce wiersz ten stał się jednym z utworów sztandarowych opozycji antykomunistycznej.